# Campi Flegrei (Wein)
Unter der Bezeichnung Campi Flegrei DOC (dt. Die Phlegräischen Felder) werden italienische Weiß-, Rosé- und Rotweine sowie Schaumweine aus der Metropolitanstadt Neapel in der Region Kampanien vermarktet. Sie besitzen seit 1994 eine „kontrollierte Herkunftsbezeichnung“ (Denominazione di origine controllata – DOC), die zuletzt am 7. März 2014 aktualisiert wurde.

## Anbau
Der Anbau und die Vinifikation der Weine sind in den Gemeinden Procida, Pozzuoli, Bacoli, Monte di Procida und Quarto und in Teilen der Gemeinde Marano di Napoli (alle in der Metropolitanstadt Neapel) gestattet.

## Erzeugung
Campi Flegrei wird in folgenden Weintypen angeboten:
- Campi Flegrei Bianco: muss zu mindestens 50–70 % aus der Rebsorte Falanghina bestehen. Höchstens 50 % andere weiße, nicht-aromatische Rebsorten, die für den Anbau in der Metropolitanstadt Neapel zugelassen sind, dürfen zugesetzt werden.
- Campi Flegrei Rosso: muss zu mindestens 50 % aus der Rebsorte Piedirosso (lokal auch »Perepalummo« genannt) und mindestens 30 % Aglianico bestehen. Höchstens 20 % andere rote, nicht-aromatische Rebsorten, die für den Anbau in der Metropolitanstadt Neapel zugelassen sind, dürfen zugesetzt werden.

Weiterhin werden fast sortenreine Weine angeboten. Die in der Bezeichnung genannte Rebsorte muss zu mindestens 90 % enthalten sein. Höchstens 10 % andere analoge Rebsorten, die für den Anbau in der Metropolitanstadt Neapel zugelassen sind, dürfen zugesetzt werden.
- Campi Flegrei Falanghina, auch als Passito und Spumante
- Campi Flegrei Piedirosso rosso oder Campi Flegrei Perepalummo rosso, auch als „Riserva“
- Campi Flegrei Piedirosso rosato oder Campi Flegrei Perepalummo rosato

## Beschreibung
Gemäß Denomination (Auszug):

### Campi Flegrei Bianco
- Farbe: mehr oder weniger intensiv strohgelb
- Geruch: weinig, zart
- Geschmack: frisch, trocken, harmonisch
- Alkoholgehalt: mindestens 10,5 Vol.-%
- Säuregehalt: mind. 5,0 g/l
- Trockenextrakt: mind. 14,0 g/l

### Campi Flegrei Rosso
- Farbe: mehr oder weniger intensiv rubinrot, tendiert bei Reifung zu granatrot
- Geruch: weinig, angenehm, charakteristisch
- Geschmack: trocken, typisch, harmonisch
- Alkoholgehalt: mindestens 11,5 Vol.-%, für „Riserva“ mindestens 12,0 Vol.-%
- Säuregehalt: mind. 5,0 g/l
- Trockenextrakt: mind. 18,0 g/l

Für das Prädikat „Riserva“ muss der Wein mindestens zwei Jahre gereift sein.